# Грани (газета)
Грани — газета, выпускаемая республиканским государственным унитарным предприятием "Издательский дом «Грани» в г. Новочебоксарске. Издается с 5 января 1979 года. До 2015 года выходила по вторникам (на 4 полосах), четвергам (на 8 полосах) и субботам (на 16 или 20 страницах). С октября 2015 года выходит два раза в неделю: в среду (на 8 или 12 полосах) и субботу (16, 20 или 24 полосы). 

## Выходные данные
Еженедельный тираж до 30 тыс. экз.
Газета зарегистрирована Управлением Федеральной службы по надзору за соблюдением законодательства в сфере массовых коммуникаций и охране культурного наследия по Приволжскому федеральному округу — свидетельство о регистрации ПИ № ТУ 21‑00240 от 9 октября 2012 г.
Генеральный директор – главный редактор Колыванова Наталия Витальевна (с 2014 года). Ранее в течение многих лет им был заслуженный работник культуры Чувашской Республики А. Б. Усов.

## История
Первый номер газеты вышел 5 января 1979 года. Тогда она называлась «Путь к коммунизму». Переименована была в декабре 1990 года.

## Рубрики
Для молодежи выходят целевые полосы:
- Джамп;
- Мы - молодые.

Для пожилых и людей среднего возраста:
- В горнице моей
- Мужской клуб
- Кому за 50
- Мисс Любовь.

Темы культуры, духовности, нравственности находят место в рубрике «Духовный мир», "Территория культуры".
Юридические вопросы представлены в рубрике «На весах Фемиды», проблемы потребителей в «Окне потребителя».

## Сотрудники
- Белов, Александр Борисович